# Seznam predsednikov Mehike
To je seznam predsednikov Mehike.

## Predsedniki Mehike
- 1821–1822: Agustín de Iturbide, Imperator Mehike (Od 1822 do 1823 je bila Mehika imperij pod vodstvom Agustína de Iturbideja.)
- 1823–1824: Pedro Celestino Negrete
- 1824–1829: Guadalupe Victoria
- 1829–1829: Vicente Guerrero
- 1829–1829: José María Bocanegra
- 1829–1829: Pedro Vélez
- 1830–1832: Anastasio Bustamante
- 1832–1832: Melchor Múzquiz
- 1832–1833: Manuel Gómez Pedraza
- 1833–1833: Valentín Gómez Farías
- 1833–1835: Antonio López de Santa Anna
- 1835–1836: Miguel Barragán
- 1836–1837: José Justo Corro
- 1837–1839: Anastasio Bustamante
- 1839–1839: Antonio López de Santa Anna
- 1839–1839: Nicolás Bravo
- 1839–1841: Anastasio Bustamante
- 1841–1841: Francisco Javier Echeverría
- 1841–1842: Antonio López de Santa Anna
- 1842–1843: Nicolás Bravo
- 1843–1843: Antonio López de Santa Anna
- 1843–1844: Valentín Canalizo
- 1844–1844: Antonio López de Santa Anna
- 1844–1844: Valentín Canalizo
- 1844–1845: José Joaquín de Herrera
- 1846–1846: Mariano Paredes y Arrillaga
- 1846–1846: Nicolás Bravo
- 1846–1846: Mariano Salas
- 1846–1847: Valentín Gómez Farías
- 1847–1847: Antonio López de Santa Anna
- 1847–1847: Pedro María Anaya
- 1847–1848: Manuel de la Peña y Peña
- 1848–1851: José Joaquín de Herrera
- 1851–1853: Mariano Arista
- 1853–1853: Juan Bautista Ceballos
- 1853–1853: Manuel María Lombardini
- 1853–1855: Antonio López de Santa Anna
- 1855–1855: Martín Carrera
- 1855–1855: Rómulo Díaz de la Vega
- 1855–1855: Juan Álvarez Benítez
- 1855–1857: Ignacio Comonfort
- 1858–1858: Félix María Zuloaga
- 1858–1859: Manuel Robles Pezuela
- 1859–1860: Miguel Miramón
- 1861–1863: Benito Juárez, od 1863 do 1867 v opoziciji imperatorju

Od 1864 do 1867 je bila večina Mehike pod Maksimiljanom Habsburškim, imperatorjem, ki ga postavil Napoleon III. Med tem časom je Benito Juárez vodil vlado na severu države, ki so jo nekatere države priznavale kot zakonito.
- 1867–1872: Benito Juárez
- 1872–1876: Sebastián Lerdo de Tejada
- 1876–1880: Porfirio Díaz
- 1880–1884: Manuel González
- 1884–1911: Porfirio Díaz
- 1911–1911: Francisco León de la Barra
- 1911–1913: Francisco Madero
- 18. februar 1913: Pedro Lascuráin Paredes (bil predsednik manj kot uro)
- 1913–1914 : Victoriano Huerta
- 1914: Francisco S. Carvajal
- 1914–1920: Venustiano Carranza

### Porevolucijski predsedniki
Predsedniki Mehike po sprejetju ustave Mehike leta 1917:
- 1917–1920: Venustiano Carranza
- 1920: Adolfo de la Huerta
- 1920–1924: Álvaro Obregón
- 1924–1928: Plutarco Elías Calles
- 1928–1930: Emilio Portes Gil
- 1930–1932: Pascual Ortiz Rubio
- 1932–1934: Abelardo L. Rodríguez
- 1934–1940: Lázaro Cárdenas
- 1940–1946: Manuel Ávila Camacho
- 1946–1952: Miguel Alemán Valdés
- 1952–1958: Adolfo Ruiz Cortines
- 1958–1964: Adolfo López Mateos
- 1964–1970: Gustavo Díaz Ordaz
- 1970–1976: Luis Echeverría Álvarez
- 1976–1982: José López Portillo
- 1982–1988: Miguel de la Madrid Hurtado
- 1988–1994: Carlos Salinas de Gortari
- 1994–2000: Ernesto Zedillo Ponce de León
- 2000–2006: Vicente Fox Quesada
- 2006–2012: Felipe Calderón
- 2012–2018: Enrique Peña Nieto
- 2018–2024: Andrés Manuel López Obrador
- 2024– : Claudia Sheinbaum